# Barbara Mason
Barbara Mason (Filadelfia, 9 agosto 1947) è una cantante statunitense.

## Biografia
Nel corso della sua carriera, Barbara Mason ha piazzato tre album in studio nella Billboard 200 statunitense, raggiungendo in particolare la 98ª posizione nel 1973 con Give Me Your Love. Nella classifica dei singoli, invece, la Billboard Hot 100, ha accumulato undici ingressi, tra cui una top ten: si tratta di Yes, I'm Ready, la più grande hit della cantante, arrivata al 5º posto e risultata la 27ª canzone più venduta dell'anno in madrepatria. Nel 1984 è inoltre entrata per la prima volta nella classifica britannica dedicata ai singoli, la Official Singles Chart, alla numero 45 con Another Man. Il 1º marzo 2016 è stata introdotta nella Soul Music Hall of Fame.

## Discografia

### Album in studio
- 1965 – Yes, I'm Ready
- 1968 – Oh How It Hurts
- 1970 – If You Knew Him Like I Do
- 1973 – Give Me Your Love
- 1973 – Lady Love
- 1974 – Transition
- 1975 – Love's the Thing
- 1977 – Locked in This Position (con Bunny Sigler)
- 1978 – I Am Your Woman, She Is Your Wife
- 1980 – A Piece of My Life
- 1984 – Another Man
- 2007 – Feeling Blue